# Филимонов, Владимир Сергеевич
Влади́мир Серге́евич Филимо́нов (13 [24] февраля 1787, Рязань — 12 [24] июля 1858, Нарва) — русский чиновник, в 1829—1831 годах — архангельский губернатор. Также известен как беллетрист и драматург.

## Биография
В. С. Филимонов родился 13 февраля 1787 года в Рязани, в семье богатого помещика. Уже в 12 лет был зачислен на службу в коллегию иностранных дел. В 1805 году поступил в Московский университет. После его окончания служил чиновником в коллегии иностранных дел. Участвовал в Отечественной войне 1812 года (служил адъютантом при графе Толстом) и заграничных походах 1813—1814 годов. В 1817 году назначается новгородским вице-губернатором. В 1819 году был избран почётным членом Московского университета. В 1822 году уходит в отставку и некоторое время живёт в Москве, действительный статский советник. В январе 1825 года переехал в Петербург, одно время работал в министерстве внутренних дел.
В 20-30-х годах XIX века в центральных журналах часто печатались его повести и романы, поэмы и стихи, стихотворные послания, басни, статьи и драматические произведения. Александринский театр поставил его пьесы в авторской переделке с французских водевилей: «Круговая порука» — 1835; «Мельничиха в Марли» (La meuniere de Marly) — сезон 1834—1835 гг.
Среди его повестей и романов: «Супружеские благополучия», «Русская девушка», «Непостижимая». Он перевел трагедию немецкого поэта Клопштока «Смерть Адама» и некоторые оды Горация. Сделанный им полный перевод «Опытов» Монтеня не был опубликован. Издавал журнал «Бабочка», ориентированный на аристократический круг, где публиковал свои произведения: стихи, драмы и переводы, в том числе переводы из Горация; журнал не окупался, но богатый издатель был владельцем водочного завода в Москве и нескольких имений и потому мог позволить себе иметь собственный журнал. Особой популярностью пользовались его стихи, полные юмора, гладкие, звучные, по содержанию и отчасти манере напоминающие поэзию Языкова. Самым известным произведением В. С. Филимонова является сатирически-шутливая поэма «Дурацкий колпак», над которой работал с 1824 и печатал частями.
Автор прислал её А. С. Пушкину. 17 апреля 1828 года В. С. Филимонов устроил литературный вечер, чтобы «спрыснуть „Колпак“» — рассказывает автор Сергей Яковлев в статье «Арест архангельского губернатора». Среди приглашенных были князь Вяземский, Пушкин, Жуковский и многие другие известные литераторы. Здесь А. С. Пушкин зачитал свой ответ на «Дурацкий колпак», чем практически обессмертил литературное имя В. С. Филимонова. Видно, хорошо «спрыснули» и громко читали стихи, потому что о вечере стало известно в полиции.
Пушкин ответил на это сочинение в «Послании к Ф.»: «Вам музы, милые старушки,/ колпак связали в добрый час,/ и, прицепив к нему гремушки,/ сам Феб надел его на вас, — пишет великий поэт и заключает послание словами: — Итак, в знак мирного привета,/ снимая шляпу, бью челом,/ узнав философа-поэта под осторожным колпаком».
1 мая 1828 года Филимонов послал Грибоедову в рукописи свою поэму «Дурацкий колпак», сопроводив её посвятительным стихотворением «Александру Сергеевичу Грибоедову»: «В веселом „Горе от ума“/ Вы век полковничий столкнули с бригадирским…/ В нём живы: Фамусов и Хлестова-вдова,/ Антоныч-лжец, Молчалин низкий;/ В нём доказали вы ум светлый мудреца/ И живописца дар, писать уменье кстати,/ Любовь к стране родной, могущество певца,/ И что успех важней печати».
Стихи эти не предназначались для печати, однако Погодин опубликовал их в «Московском вестнике» (1828. № 16) (Барсуков Н. Жизнь и труды М. П. Погодина. Вып. II. СПб., 1889. С. 195).
Среди друзей Филимонова были Дельвиг, Языков, Баратынский, Жуковский и иные великосветские литературно-художественные деятели времени. И прожить бы Владимиру Сергеевичу до конца своих дней в радужном аристократическом обществе в безбедности — но случилось по-другому.
С 1829 г. был архангельским губернатором. Однако губернаторская карьера не задалась и закончилась крахом и арестом в 1831 году. В 1831 г. он привлекался к дознанию по делу Сунгуровского студенческого кружка; в его доме был устроен обыск и обнаружились случайно попавшие к нему копии переписки с декабристами Батеньковым и Муравьевым, копия письма декабриста Штейнгеля, тетрадь с цитатами из проекта конституции и 65 заметок о государственном управлении. Все его героические военные подвиги были моментально забыты. Делом стал заниматься лично Император Николай I. Лишь чужой почерк переписанных копий спас архангельского губернатора от каторги. После четырёхмесячного заключения в крепости он был выслан в Нарву под надзор полиции. Филимонову запретили жить в обеих столицах, он остался без средств к существованию. До конца жизни сохранив горячую любовь к литературе, он, лишенный зрения и страдая водянкой, не переставал писать, лишь изредка отдавая в печать написанное, и готовил автобиографию: «Жизнь В. С. Ф., описанная им самим». В 1837 издал «гастрономическую» поэму «Обед»; в 1840-е годы писал преимущественно басни, которые вышли отдельным изданием в 1857 году. Одинокий и всеми забытый бывший губернатор до самой смерти ощущал роковые последствия истории с письмом. 12 июля 1858 года он тихо умер (подробнее: читать «Арест архангельского губернатора», автор Сергей Яковлев).
Однако сайт Поэзия Московского университета уверяет, что скончался поэт в Москве: «Лишь в 1836 году ему было разрешено жить в Москве».
Отдельно изданы его: «Система естественного права», «Рассуждение о науках правоведения», «Проза и стихи В. Ф.», «Русская песнь», «Дурацкий колпак», «Обед», «Москва». Ср. «Библиографические Записки» (1859, том 2).

## Награды
- Орден Святого Владимира 4-й степени с бантом за проявленную в заграничных походах храбрость.
- Орден Святой Анны 2-й степени за отличную ревность к службе.

## Масонство
Во время заграничного похода, в 1814 году, В. С. Филимонов в Дрездене был принят в немецкую масонскую походную ложу «Трёх мечей», членом которой был также Антоний Погорельский. В 1826 году с него была взята подписка о непринадлежности к тайным обществам, дававшая в соответствии с действовавшим рескриптом Александра I «О запрещении тайных обществ и масонских лож» право на государственную службу.

## Комментарии
1. ↑  21 апреля 1826 года Николай I, выяснивший в ходе следствия по делу декабристов, что ни один из них, несмотря на указ брата от 1 августа 1822 года, не заявлял об участии в тайных обществах, предписал министру внутренних дел «истребовать по всему Государству вновь обязательства от всех находящихся в службе и отставных чиновников и не служащих дворян в том, что они ни к каким тайным обществам, под каким бы они названием не существовали, впредь принадлежать не будут».